# کانر مک‌فرسون
کانر مک‌فرسون (انگلیسی: Conor McPherson؛ زادهٔ ۶ اوت ۱۹۷۱) نمایشنامه‌نویس، فیلم‌نامه‌نویس و کارگردان اهل جمهوری ایرلند است.